# Sông Bé (provincie)
Sông Bé was een provincie van Vietnam. De provincie werd in 1976 opgericht, nadat in 1975 Saigon was gevallen en in 1976 de Republiek Zuid-Vietnam samen met Noord-Vietnam waren herenigd tot Vietnam. Sông Bé is ontstaan na de samenvoeging van de provincies Bình Dương, Bình Long en Bình Phước. In 1997 is de provincie gesplitst in Bình Dương en Bình Phước, de provincies die we tegenwoordig ook nog kennen.
Sông Bé grensde in het noorden aan Cambodja en in het oosten aan Đắk Lắk en Lâm Đồng. In het zuidoosten grensde het aan Đồng Nai en in het westen en zuidwesten grensde het aan Ho Chi Minhstad en Tây Ninh.